# Bill Parnell
Bill Parnell, född 14 februari 1928, död 6 september 2008, var en friidrottare från Kanada. Han deltog vid olympiska sommarspelen 1948.